# Fibertex Nonwovens
Fibertex Nonwovens A/S er en dansk producent af ikke vævede fibertekstiler med hovedsæde i Aalborg. Virksomheden blev stiftet i 1968 som et datterselskab i Østasiatisk Kompagni. Indtil 1. januar 2011 kendt som Fibertex A/S, hvor virksomheden fik sit nuværende navn og Fibertex Personal Care A/S blev fraspaltet. Fibertex Nonwovens A/S er ejet af industrikonglomeratet Schouw & Co A/S, som også ejer Fibertex Personal Care A/S.
Fibertex Nonwovens A/S havde i regnskabsåret 2010 en omsætning på 413,113 mio. kr. Det gennemsnitlige antal medarbejdere var 392 (2010). Virksomheden har datterselskaber i Tjekkiet, Frankrig, Portugal og Spanien.
Fibertex Nonwovens fibertekstiler bruges i en række produkter som akustik, auto, beton, byggeindustri, filtrering, gartneri, geotekstiler, hus og have, hygiejne, kompositter, madresser, møbler og tæpper.